# Nader Al Atat
Nader Al Atat (nacido el 21 de agosto de 1987 ) (en árabe: نادر الأتات‎), es un cantante libanés. Su carrera musical comenzó después de ganar Studio Al Fan, un programa de televisión para jóvenes artistas. Participó en Super Star a la edad de 16 años en 2005.

## Biografía
Al Atat nació en Shmustar, Bekaa, y comenzó su carrera artística a través de la competencia televisiva Super Star 2005. Tenía 16 años y fue considerado por el comité como un caso especial entre sus pares. Heredó la voz "Halawa" de su padre y después de Super Star presentó su primera canción titulada "Annie and Voet" con letra de Munir Bou Assaf y compuesta por Waseem Bustani. La canción fue un gran éxito, y fue seguida por "I wished" de Mounir Bou Assaf y compuesta por Hisham Boulos, "Her Work and Mehla" con letra de Hussein Ismail y compuesta por Wissam Al Emir. Su talento fue adoptado por el artista Asi El-Hellani, quien le dio la canción "Mert Habibi" escrita por Munir Bou Assaf y "Post Tiyabak" y con melodía de Salim Assaf. Fue nombrado "Mejor Estrella Joven" en una votación pública de una estación de radio libanesa.

### Rumor de matrimonio
La historia de su matrimonio en 2013 con la abogada libanesa "Jumana Queiroz", y quien reside en los Estados Unidos. fue ampliamente rechazada.

## Discografía

### Sencillos
- 2015: Ya Mohra[22]
- 2015: Khams Hawasy
- 2016: Ma Bstslem
- 2017: Qalby Aleamen